# Protaetia hungarica
Protaetia hungarica är en skalbaggsart som beskrevs av Herbst 1790. Protaetia hungarica ingår i släktet Protaetia och familjen Cetoniidae.

## Underarter
Arten delas in i följande underarter:
- P. h. armeniaca
- P. h. auliensis
- P. h. inderiensis
- P. h. sibirica
- P. h. viridana